# Juraj Buňa
Juraj Buňa (* 28. května 1938) byl slovenský a československý politik Komunistické strany Slovenska a poslanec Sněmovny národů Federálního shromáždění za normalizace.

## Biografie
K roku 1971 se profesně uvádí jako předseda JZD. Ve volbách roku 1971 zasedl do slovenské části Sněmovny národů (volební obvod č. 144 – Gelnica, Východoslovenský kraj). Ve FS setrval do konce funkčního období, tedy do voleb roku 1976.